# 本明寛
本明 寛（もとあき ひろし、1918年5月1日 - 2012年12月6日）は、日本の心理学者、早稲田大学名誉教授。
神奈川県川崎市生まれ。1941年早稲田大学文学部心理学科卒業。1945年早稲田大学助教授、教授。1960年「刺激効果と認知特徴による自我機能診断の方法に関する研究」で早稲田大学文学博士。1989年定年退職、名誉教授。1983年紫綬褒章を受章。1988年11月勲三等旭日中綬章を受章
日本心理学会理事長（1983年 - 1989年）を務め、1988年には日本健康心理学会を創設して20年にわたり理事長を務めた。このほか、NPO健康心理教育実践センター理事長、日本認定心理士会顧問、日本心理職協会・現代QOL学会永世名誉顧問などを歴任した。一般向けに自己啓発書やビジネス心理学書を数多く著した。
弟子に織田正美（早稲田大学名誉教授・社団法人日本心理学会理事長等を歴任）などがいる。
2012年12月6日に老衰のため死去。94歳没。

## 著書
- 『人格診断の実際』光風出版東京営業所　1955　光風教育ライブラリー
- 『人格診断法 ロールシャッハ・テスト』金子書房　1959
- 『心理テスト 幸福の設計』社会思想研究会出版部・現代教養文庫　1960
- 『処世術 心理学による人生案内』社会思想研究会出版部　現代教養文庫　1962
- 『造形心理学入門』美術出版社　1962　美術選書
- 『根性 日本人のバイタリティー』ダイヤモンド社　1964
- 『根性人 やる気を起こす根性の育て方』ダイヤモンド社　1965
- 『内攻的性格 企業における創造力の源泉』光文社　1966　カッパ・ビジネス
- 『態度的人間 創造力と性格改造のための新理論』ダイヤモンド社　1967
- 『闘う劣等感』1967　旺文社新書
- 『上役評価法 ズバリ採点!!下役がもつエンマ帳』実務教育出版　1968　ヤングビジネスマンのために
- 『性格改造 あなたは性格で損をしていないか』番町書房　1968
- 『魅力的性格 現代人にとって魅力とはなにか』毎日新聞社　1968
- 『行動力開発 自己改造への挑戦』1969　文春ビジネス
- 『スペシャリスト 知識社会の実力者』日本経済新聞社　1969　日経新書
- 『自己活用力 かくれた能力をいかす』徳間ビジネス、1970
- 『自己発見 可能性に挑戦しよう』ダイヤモンド社　1970
- 『セールスマン心理の徹底的研究』日本実業出版社　1970
- 『こころの整理学 情緒を安定させる』実業之日本社　1971　実日新書
- 『叱り上手』日本生産性本部　1972
- 『新・態度的人間 生きがいの心理学』ダイヤモンド社　1972　エグゼクティブ・ブックス
- 『母親テスト』ごま書房　1972　ゴマブックス
- 『現代人とゆとり ラッシュ時代への警鐘』総合労働研究所　1973　LD文庫
- 『自己啓発12か月』ダイヤモンド社　1973　エグゼクティブブックス
- 『性格学入門 人間理解の心理学』実務教育出版　1973
- 『愛すること愛されること 満たされた日々のために』潮文社　1974
- 『自分でできる性格テスト 新しい自分を発見しよう』講談社　1975
- 『鉄は熱いうちに打て 魅力ある個性をつくる100のポイント』ダイヤモンド社　1975
- 『自分の器を大きくする法 自己習慣づけの40章』実務教育出版　1976　自己開発シリーズ
- 『話し上手 NHKラジオ「じょうずな話し方」 心をつかむ話し方』日本生産性本部　1976　JPC選書
- 『リーダーの人間学 部下を持つ人の条件』産業能率短期大学出版部　1977
- 『好感学入門 好かれる人になるために』PHP研究所　1978　『好かれる人になる心理学』文庫
- 『"自分の生き方"入門 自分を持てない人間は自滅する』青春出版社　1980　プレイブックス
- 『人間の能力 潜在能力を引き出せ』マネジメント社　1980
- 『未熟だからこそ一歩踏み出してみよう 自分らしく生きる48の方法』大和出版　1980
- 『人間の値打 学業成績のよい者は会社に入れるな』マネジメント社　1978
- 『人を動かす法則 心をつかむ秘訣は何か』実務教育出版　1978　自己開発シリーズ
- 『実践心理学 現代を生きる知恵』日本放送出版協会　NHKブックス　1979
- 『"自分の生き方"入門』青春出版社　1980　『自分にめざめる心理学』PHP文庫
- 『対人関係あと一歩 他人の心のわかり方』ベストセラーズ　1981　ワニの本
- 『心の研究 現代心理学の動向』一粒社　1982
- 『進歩の時代を生きる』早稲田大学出版部　1982　リカレントブックス
- 『内攻的人間が企業を伸ばす 弱味を強味にかえる技術』PHP研究所　1982
- 『大器の魅力 包容力を高める"気づき"のすすめ』実務教育出版　1983
- 『本明寛の自己点検の心理学』グロビュー社　1983　のちPHP文庫
- 『自分を豊かにする心理学 ゆとりと生きがいをつくる知恵 主体的、個性的に生きる』PHP研究所　1984　のち文庫
- 『ほめ上手・叱り上手 人を育てる二本立ての原理』マネジメント社　1984　のちPHP文庫
- 『「生きる」心理学』金子書房　1985
- 『人間の強さ 自己を育てる心理学』実務教育出版　1986
- 『ほどほどの原理 仕事を生かし、自己を育てる発想』マネジメント社　1986
- 『企業社会と態度能力 適性調査からビジネスマンの生産性を探る』ダイヤモンド社　1989
- 『誤解 すべての不幸は誤解からはじまる』マネジメント社　1989
- 『優秀社員の育て方 新しい生き方の創造』マネジメント社　1991
- 『心の研究 現代心理学入門』社会思想社　1992　現代教養文庫
- 『つき合い上手・生き方上手 豊かな人生を自己演出する』マネジメント社　1992
- 『健康づくりの心理学 ストレスを栄養に変える40の知恵』ダイヤモンド社　1993　『「病は気から」の心理学』PHP文庫
- 『心豊かに生きる 自分らしい生きがいづくりのヒント』実務教育出版　1994
- 『人生、愉しみは後半にあり! 心と体を円熟させる生活革命』PHP研究所　1996
- 『あなたに潜む多重人格の心理 いつ、どんな形で"別のあなた"が現れるのか?』河出書房新社・Kawade夢新書　1997
- 『第三のモノサシ 人をつくり、組織を活かす心理学』ダイヤモンド社　1997
- 『母親テスト父親テスト 子供の心理がわかる本』河出書房新社・Kawade夢新書　1999
- 『一歩踏み出すことで人生は開ける "今よりよくなりたい"自分への41の方法』大和出版　2000
- 『なぜ電車の席は両端が人気なのか 行動の心理学』双葉社・ふたばらいふ新書　2001
- 『あなたが変わる心理学 自分を伸ばす考え方』東京書籍　2006
- 『中高年のこころの健康学』金子書房　2006

## 共編著
- 『心理学』戸川行男共著　警醒社書店　1949
- 『心理学要説』戸川行男共著　金子書房　1950
- 『心理学序説』清原健司共著　金子書房　1955
- 『ロールシャッハ・テスト』第1-2 外林大作共編　中山書店　1958　心理診断法双書
- 『TAT』外林大作共編　中山書店　1959　心理診断法双書
- 『若い世代のために悩みの解決』間宮武,辰見敏夫共著　ダイヤモンド社,1961
- 『心理学序説』改訂版　編　金子書房　1963
- 『頭と心の活性化 ヤングビジネスマンのために あなたの性能を高める20章』時実利彦,清原健司共著　実務教育社　1967
- 『職業についての疑問に答える』編　実務教育出版　1967
- 『心理学臨床入門』編　福村出版　1967
- 『私の自己啓発 これが向上のヒケツだ!』二宮徳馬共編　実務教育出版　1967　ヤングビジネスマンのために
- 『成長度診断 明日のポストを約束する』編著　実務教育出版　1969
- 『人間 その変革を求めて』編　芸林書房　1969
- 『自己啓発百科』扇谷正造共編　ダイヤモンド社　1972
- 『心理臨床入門 診断・治療の臨床心理学』編著　川島書店　1980
- 『新・心理学序説』編　金子書房　1981
- 『応用心理学講座 10　現代の心理臨床』大村政男共編　福村出版　1989
- 『性格心理学新講座 第1巻　性格の理論』責任編集　金子書房　1989
- 『国家Ⅲ種・地方初級公務員採用試験問題集』清原健司共編　実務教育出版　1992
- 『国家Ⅲ種・地方初級公務員事例に学ぶ面接と作文試験』上田敏晶共編　実務教育出版　1992
- 『今日から生まれ変われる心理学 性格改善の方法教えます』野口京子共著　ダイヤモンド社　1996　達人ブックス
- 『ブックガイド心理学』編　日本評論社　1998　こころの科学セレクション
- 『「変化対応力」入門 成果主義時代の必須能力』野口京子共著　ダイヤモンド社　2000

## 翻訳
- D.B.ジャッド, G.ヴィスツェッキー『産業とビジネスのための応用色彩学』監訳　ダイヤモンド社　1964
- A.H.チャップマン『腹に一物、背に荷物 意識下のヒューマン・コメディー』タイムライフインターナショナル　1969
- A.ミアーズ『人を見る眼をどう養うか 成功への人間学』監訳 織田正美,山中祥男訳　ダイヤモンド社　1971
- M.ニューマン,B.ベルコビッツ, J.オーエン『ベスト・フレンド 新しい自分との出合い』実業之日本社　1974
- ニューマン,ベルコビッツ『続ベスト・フレンド 新しい自分に目ざめる』実業之日本社　1975
- M.ジェイムス,D.ジョングウォード『自己実現への道 交流分析(TA)の理論と応用』織田正美,深沢道子共訳　社会思想社　1976
- W.ブロードベント『愛される技術 精神医学が発見した孤独からの解放』光文社・カッパブックス　1978
- ハンス・J・アイゼンク『自己発見の方法 自分ではわからない自分を知る』講談社　1978
- ウィリアム・G.ニッケルズ『しあわせづくりの原則』三笠書房　1981
- ロバート・ヘラー『仕事のできる人間 決定版』監訳　三笠書房　1981
- B・F・スキナー,M.E.ヴォーン『楽しく見事に年齢をとる法 いまから準備する自己充実プログラム』ダイヤモンド社　1984
- サミュエル・スマイルズ『探求心』三笠書房知的生きかた文庫、1984
- ジェームス・バレット,ジョフリー・ウィリアムス『適性・適職発見テスト』織田正美共訳　一ツ橋書店　1984
- ジョージ・C.ストーン編著『健康心理学 専門教育と活動領域』内山喜久雄共監訳　実務教育出版　1990
- リチャード・S.ラザルス,スーザン・フォルクマン『ストレスの心理学 認知的評価と対処の研究』織田正美、春木豊共監訳　実務教育出版　1991
- リチャード・P.スローンほか『企業内健康増進マニュアル ウエルネス・マネジメントの投資と効果』野口京子共訳　ダイヤモンド社　1992
- ロバート・J.ギャッチェルほか『健康心理学入門』間宮武共監訳　金子書房　1992
- アルバート・バンデューラ編『激動社会の中の自己効力』野口京子共監訳　金子書房　1997
- ロバート・E.セイヤー『毎日を気分よく過ごすために』監訳　三田出版会　1997
- アルバート・エリス『ブリーフ・セラピー 理性感情行動療法のアプローチ』野口京子共監訳　金子書房　2000
- メイヤー・フリードマン『タイプA行動の診断と治療』佐々木雄二,野口京子共訳　金子書房　2001
- リチャード・S.ラザルス『ストレスと情動の心理学 ナラティブ研究の視点から』監訳 小川浩,野口京子,八尋華那雄訳 実務教育出版　2004

## 論文
- 「ロールシャッハに於ける良形態反応の研究」 『心理学研究』 第17巻 2号 1942
- 「性格診断法」 『心理学講座 7. 臨床心理』 中山書店 1953
- 「鑑賞および表現の評価」 『教育心理学講座 5. 教育評価と測定』 金子書房 1953
- 「プロジェクティブ・テスト」 『教育研究事典』 金子書房 1954
- 「適応の過程と適応をはばむ条件」 『現代心理学大系 11 適応理論』 中山書店 1957
- 「ロールシャッハ・テストにおける形体水準の診断的価値について」 『心理学評論』 第1巻 1号 1957
- 「問題児診断の理論」 『講座教育診断法 5. 問題児の診断』 牧書店 1958
- 「性格の診断と技術」 『性格心理学講座 3. 性格診断の技術』 金子書房 1960
- 毛利昌三ほかと共著 「硬さに関する研究-運動機能障害との関係」 『心理学研究』 第38巻 2号 1967
- 今井もと子と共著 「最近25年の臨床心理学の展望」 『心理学評論』 第14巻 2号 1971
- 「進路の決定と職場適応」 『現代青年心理学 6. 現代青年の社会参加』 金子書房 1972
- 「色彩調和空間に関する総合的研究について」 『色彩研究』 第21巻 2号 1974
- 「動機の心理学-動機の過程と個人の責任」 『教育相談研究』 第10号 1978
- 「産業社会の変貌と産業人の適性」 『サイコロジー』 第7号 1980
- 「挑戦の心理学」 『青年心理』 第38号 1983
- 「現代心理学の動向」 『理想』 第625号 1985
- 「性格とは何か」 『青年心理』 第56号 1986
- 「ストレスと対処行動-ラザルスの理論」 『ストレスと人間科学』 第1巻 1号 1986
- 「ストレスと認知的評価」 『早稲田心理学年報』 第19号 1987
- 「現代社会とストレス」 『青年心理』 第67号 1988
- 「性格研究の方法」 『性格心理学新講座 1. 性格の理論』 金子書房 1989
- 「健康心理学とは」 『児童心理』 第43巻 9号 1989
- 「健康心理学に期待するもの」 『社会心理学研究』 第5巻 2号 1990
- 「健康心理学」 河合隼雄ほか編 『臨床心理学大系 15. 臨床心理学の周辺』 金子書房 1991
- "Stress coping and personality", Japanese Health Psychology, No. 2, 1993
- 「健康教育のめざすもの」 『健康心理・教育学研究』 第1巻 2号 1994
- 「健康心理カウンセリングとは何か」 『健康心理・教育学研究』 第4巻 1号 1998
- 「健康心理アセスメントの概念」 『健康心理・教育学研究』 第5巻 1号 1999